# Nuôi cá

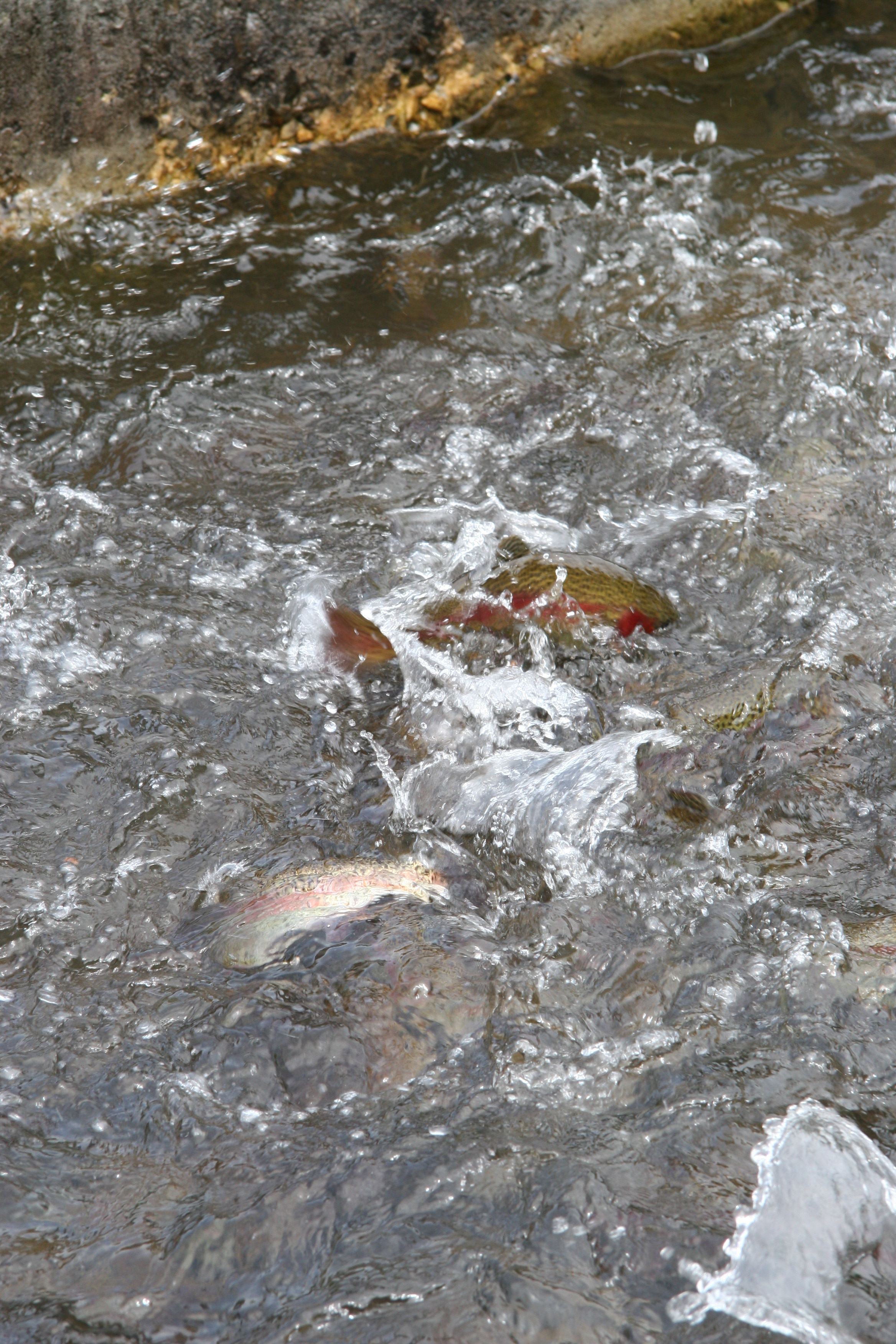
Cảnh nuôi cá hương

Nuôi cá là việc thực hành chăn nuôi các loại cá để cung cấp nguồn thực phẩm cho con người. Đây là hình thức chủ yếu của nuôi trồng thủy sản, trong khi các phương pháp khác có thể xem là nuôi trồng hải sản. Nuôi cá liên quan đến việc nuôi cá thương mại trong lồng, bè thường là cho thực phẩm. Một cơ sở đó thả cá bột vào tự nhiên để câu cá giải trí hoặc để bổ sung các số lượng tự nhiên của một loài thường được gọi là một trại sản xuất giống cá. Trên thế giới, các loài cá quan trọng nhất được sử dụng trong nuôi cá là cá chép, cá hồi, cá rô phi và cá da trơn.
Có một nhu cầu ngày càng tăng cho nguồn thịt cá và protein cá, mà đã dẫn đến khai thác quá mức phổ biến rộng rãi trong ngành thủy sản tự nhiên. Nuôi cá cung cấp cho các nhà tiếp cận các nguồn khác. Tuy nhiên, nuôi cá ăn thịt, như nuôi cá hồi, không phải lúc nào cũng làm giảm áp lực đối với thủy sản hoang dã, vì cá nuôi ăn thịt thường được cho ăn bột cá và dầu cá được chiết xuất từ cá mồi hoang dã. Lợi nhuận toàn cầu để nuôi cá được ghi lại bởi FAO trong năm 2008 đạt 33,8 triệu tấn, trị giá khoảng 60 tỷ USD.

## Tổng quan
Có hai loại nuôi trồng thủy sản: nuôi trồng thủy sản rộng lớn dựa vào nguồn sản phẩm quang hợp ở địa phương và nuôi trồng thủy sản thâm canh, trong đó cá được nuôi bằng nguồn thức ăn bên ngoài. Hạn chế cho sự phát triển ở đây là nguồn cung cấp thực phẩm có sẵn từ các nguồn tự nhiên, thường là động vật phù du ăn tảo sống gần biển hoặc động vật đáy, chẳng hạn như động vật giáp xác và động vật thân mềm. Cá rô phi ăn lọc các loài thực vật phù du trực tiếp, hầu hết cá ăn thịt chiếm một vị trí cao hơn trong chuỗi dinh dưỡng
Một vấn đề khác là nguy cơ tảo nở hoa. Khi nhiệt độ, cung cấp dinh dưỡng và ánh sáng mặt trời có sẵn là tối ưu cho sự phát triển của tảo, tảo nhân sinh khối của chúng theo cấp số mũ, cuối cùng dẫn đến một cạn kiệt chất dinh dưỡng có sẵn và sau đó là hiện tượng cá chết hàng loạt. Sinh khối tảo phân hủy sẽ làm cạn kiệt oxy trong nước ao bởi vì nó ngăn chặn ra ánh nắng mặt trời và ô nhiễm với chất hoà tan hữu cơ và vô cơ (như các ion amoni), có thể (và thường làm) dẫn đến mất mát lớn của cá.
Nuôi cá lồng được đặt trong hồ, nhánh sông, ao, sông, biển để chứa và bảo vệ cá cho đến khi chúng có thể thu hoạch. Phương pháp này còn được gọi là thực hành xa bờ khi lồng được đặt trên biển. Cá được nuôi trong lồng, nuôi nhân tạo, và thu hoạch khi chúng đạt đến quy mô. Một vài ưu điểm của nuôi cá lồng với đó là nhiều loại nước có thể được sử dụng (sông, hồ, mỏ đá vv). Lồng nuôi cá trong vùng biển mở cũng là được phổ biến.

## Hình ảnh

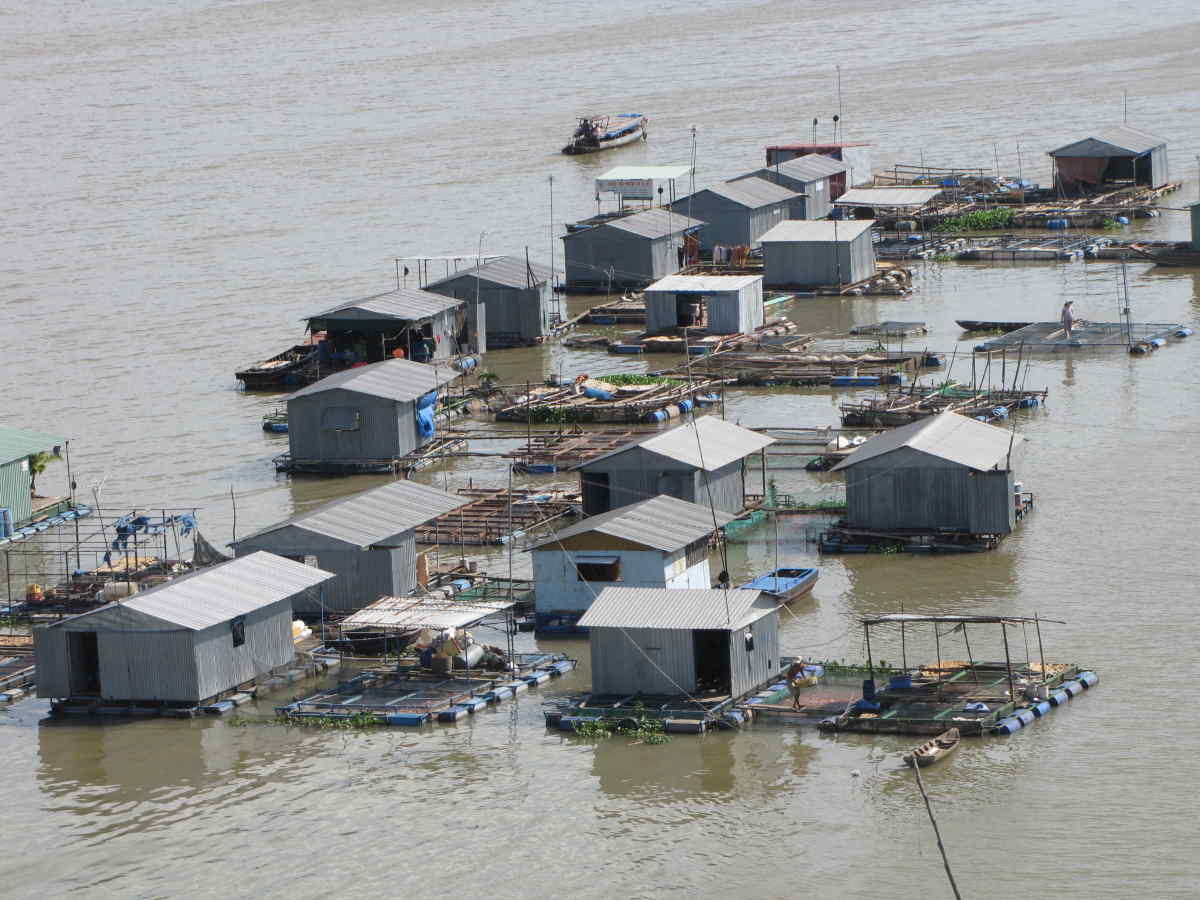
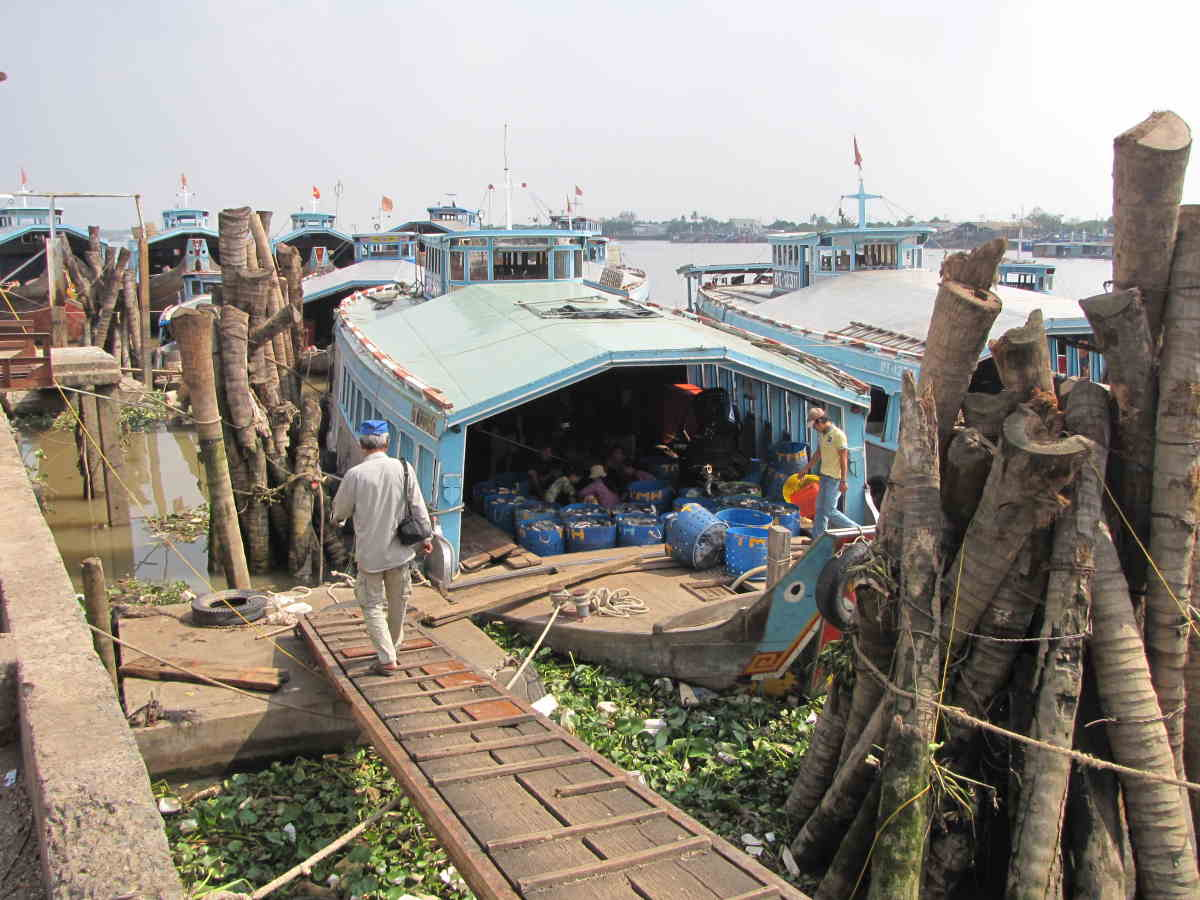
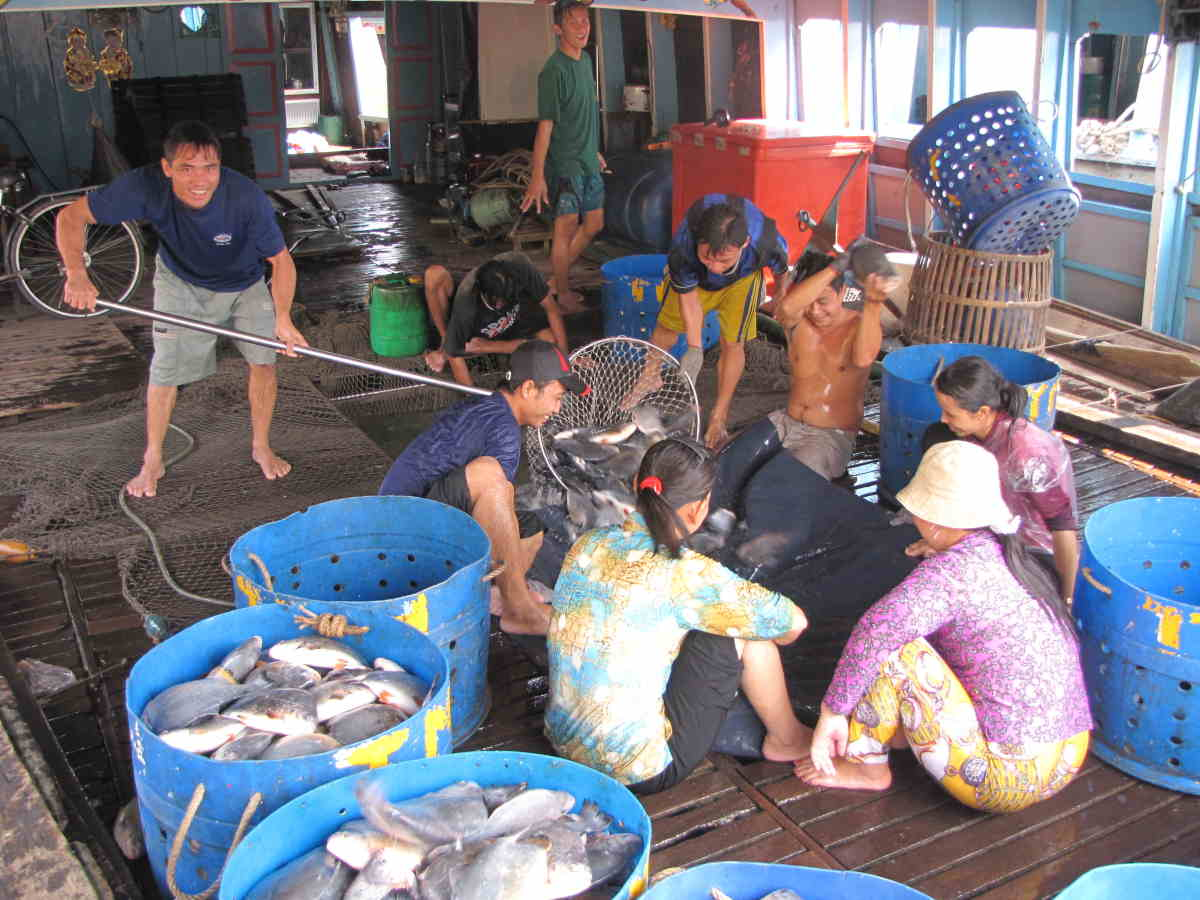
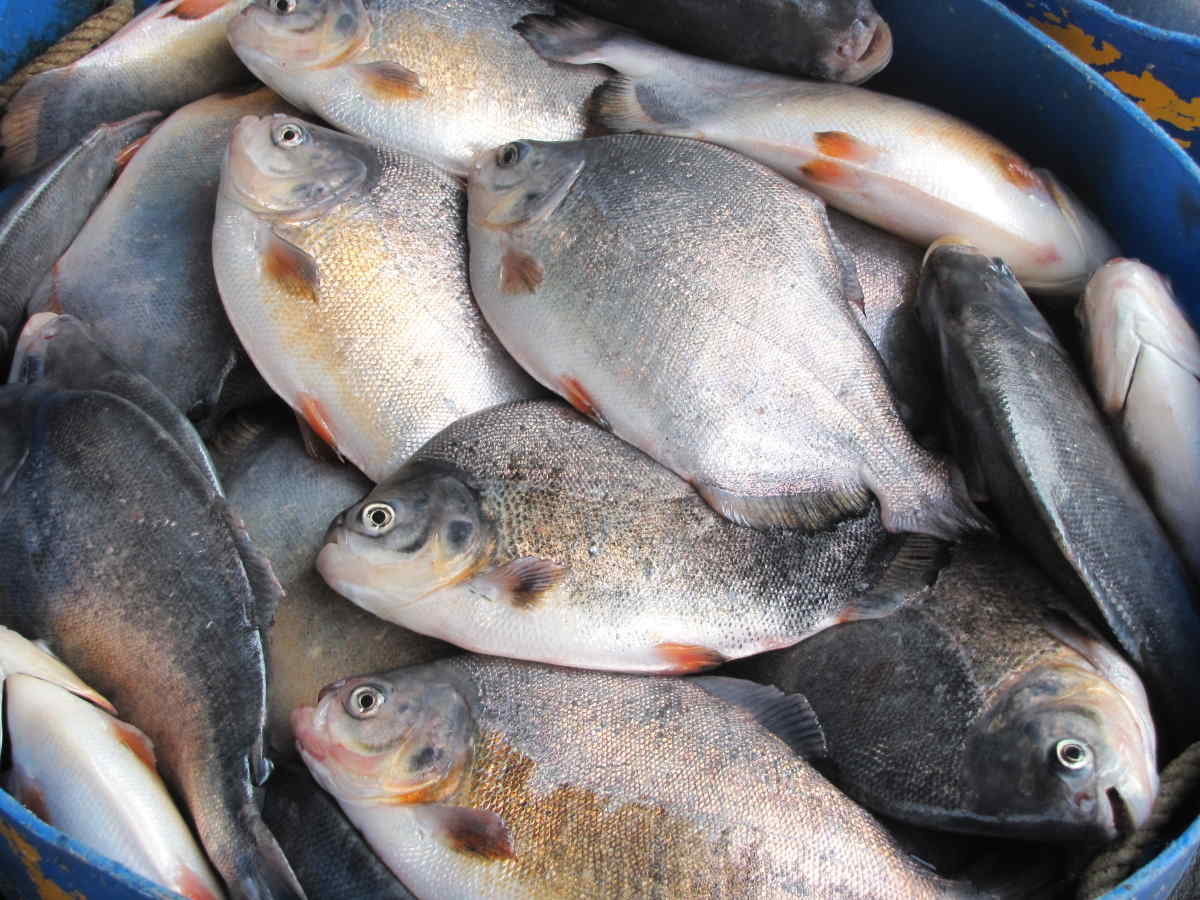
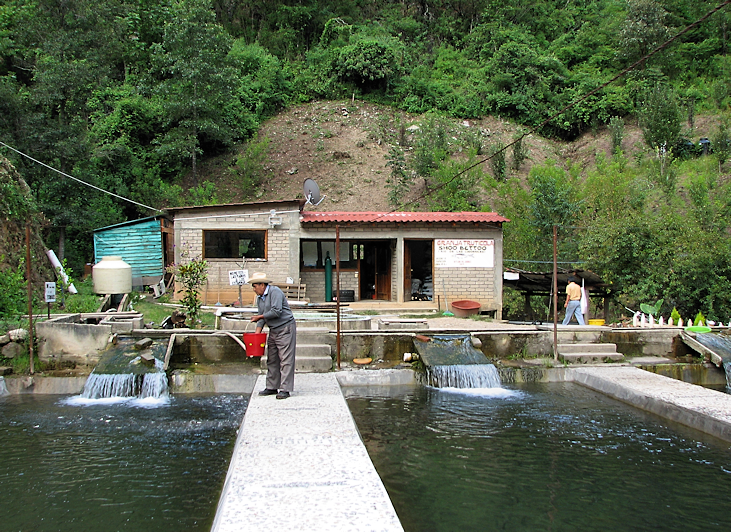
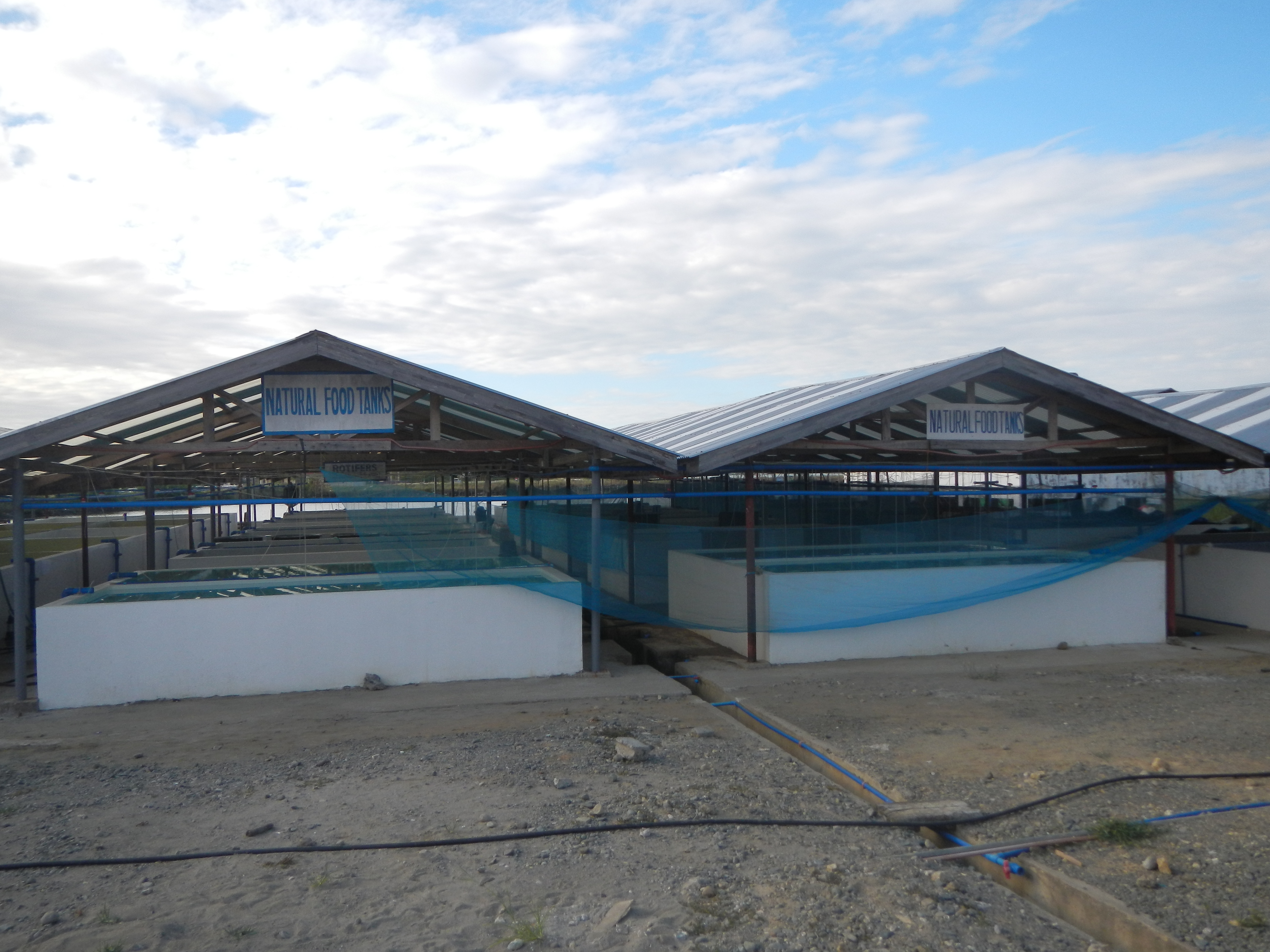
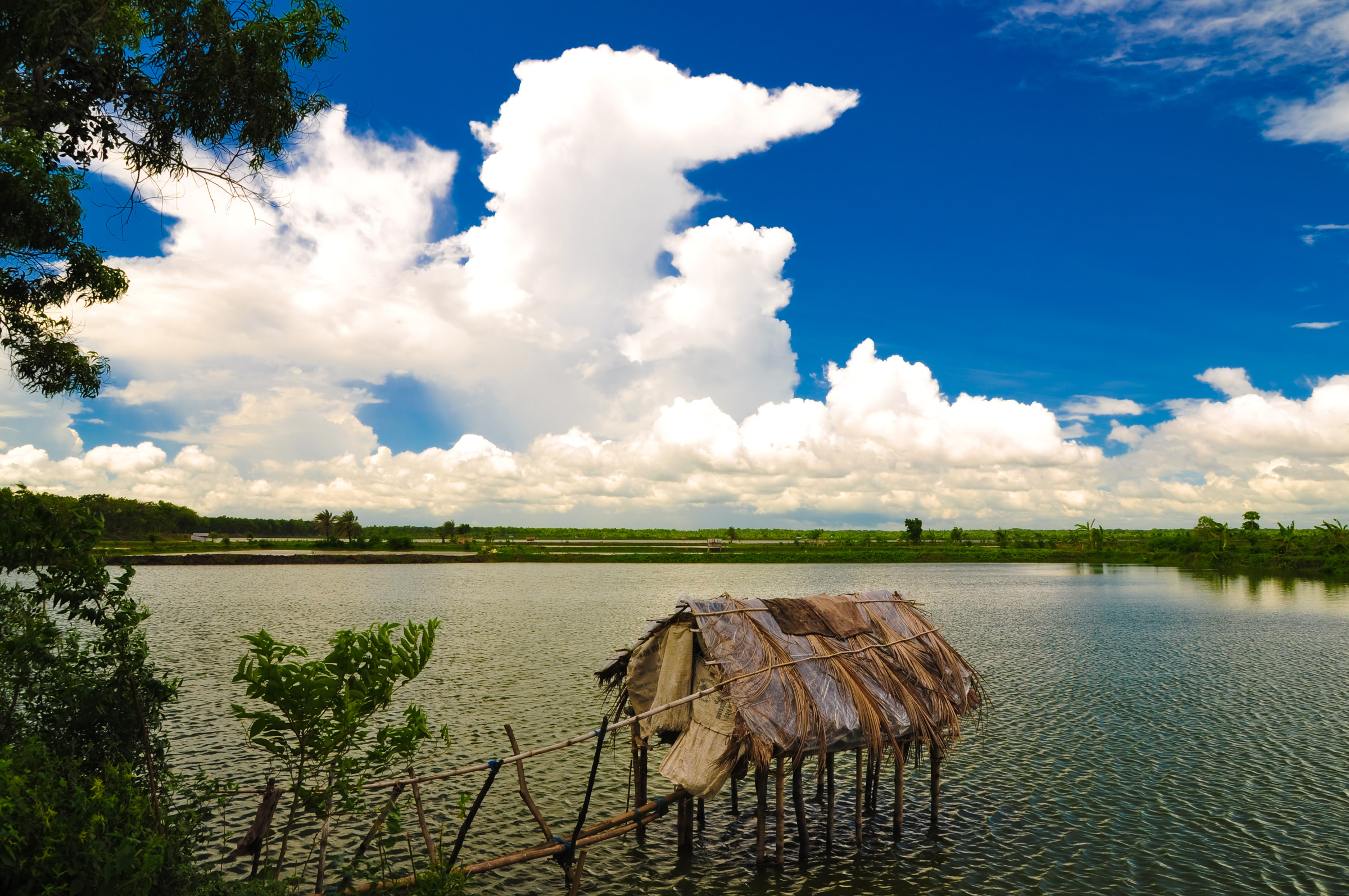